# Cereopsius sexnotatus
Cereopsius sexnotatus là một loài bọ cánh cứng trong họ Cerambycidae.